# 분석심리학 논문집
분석심리학 논문집(Collected Papers on Analytical Psychology)은 칼 융이 심리학에 대한 자신의 견해의 주요하고 일관된 맥락의 틀을 제시한 중요저서이다. 역사적으로 그의 작품들이 프로이트와 밀접한 관계를 맺고 있는 상황에서 비로서  알프레드 아들러의 입장을 수용하고 이 둘의 양립되는 그러나 공존하는 포괄적인 틀에 통합하려는 그의 성공적인 시도를 보여주는 역작이다.

## 두 심리유형
While the dominant note in Freudian psychology is a centrifugal tendency, a striving for pleasure in the object, in Adler’s it is a centripetal striving for the supremacy of the subject, who wants to be “on top,” to safeguard his power, to defend himself against the overwhelming forces of existence. The expedient to which the type described by Freud resorts is the infantile transference of subjective fantasies into the object, as a compensatory reaction to the difficulties of life. The characteristic recourse of the type described by Adler is, on the contrary, “security,” “masculine protest,” and the stubborn reinforcement of the “guiding fiction.” The difficult task of creating a psychology which will be equally fair to both types must be reserved for the future.(THE COLLECTED WORKS
OF VOLUME 6 -Psychological Types-APPENDIX: FOUR PAPERS ON PSYCHOLOGICAL TYPOLOGY 1-A CONTRIBUTION TO THE STUDY OF PSYCHOLOGICAL TYPES , C. G. JUNG)
프로이드 심리학에서 주요한 언급은 원심적 경향, 즉 대상으로 향하는 쾌락을 위한 노력인 반면, 아들러에 있어서 그것은 "상위에 있고", 그의 힘을 보호하며, 압도적인 존재의 힘에 대항하여 자신을 방어하기 위해 애쓰는 구심성의 노력이다. 프로이트가 묘사하는 유형이 의존하는 방편은 삶의 고달픔에 대한 보상적 반응으로서 주관적 환상의 유아적 전이를 대상으로 하는 것이다. 아들러가 묘사하는 유형의 특징적인 의존성은 반대로 '안정', '남성형 시위', '가이드 픽션'의 완강한 강화다. 두 유형 모두 똑같이 공평하게 다루어질수있는 심리학의 영역을 개척하는 어려운 과제는 장래로 유보해야겠다. (심리유형연구기고문 1913-뮌헨 국제정신분석학회, 심리유형 CW6 APPENDIX: FOUR PAPERS ON PSYCHOLOGICAL TYPOLOGY 1- A CONTRIBUTION TO THE STUDY OF PSYCHOLOGICAL TYPES,칼 융)

This essay was originally written in 1913, when I limited myself entirely to presenting an essential part of the psychological point of view inaugurated by Freud. A few months ago my Swiss publisher asked for a second and revised edition. The many and great changes which the last few years have brought about in our understanding of the psychology of the unconscious necessitated a substantial enlargement of my essay. In this new edition some expositions about Freud's theories are shortened, whilst Adler's psychological views are more fully considered, and—so far as the scope of this paper permits—a general outline of my own views are given............................................................................................................................The great problems of humanity have never been solved by universal laws, but always and only by a remodelling of the attitude of the individual. If ever there was a time when self-examination was the absolutely indispensable and the only right thing, it is now, in the present catastrophic epoch. But he who bethinks himself about his own being strikes against the confines of the unconscious, which indeed contains precisely that which it is most needful for him to know. (Collected Papers on Analytical Psychology-FOREWORD TO CHAPTER XIV -C. G. Jung. , Küsnacht-Zürich, March, 1917)
이 에세이는 원래 1913년에 쓰여졌는데, 그때 나는 전적으로 프로이트가 창시한 심리학적 관점의 본질적인 부분을 제시하는데 국한되었다. 몇 달 전에 내 스위스 출판사가 두 번째 개정판을 요청했다. 지난 몇 년 동안 무의식에 대한 우리의 이해에서 가져온 많은 큰 변화들은 나의 에세이를 상당히 확대시킬 필요가 있었다. 이 새로운 판에서는 프로이트의 이론에 관한 몇 가지 설명이 단축되는 반면, 아들러의 심리학적 관점은 보다 충분히 고려되고 있으며, 이 논문의 범위가 허용하는 한, 나 자신의 견해에 대한 일반적인 개요가 제시되어 있다.  .................................................(생략).............................................................................................. 인류의 위대한 문제는 보편적인 법칙에 의해 해결된 적이 없고, 항상 그리고 개인의 태도를 재설정하는 것에 의해서만 해결되었다. 자성이 절대적으로 필요 불가결하고 유일한 옳은 것이었던 때가 있었다면, 그것은 지금, 현재의 대재앙 시대에 있다. 그러나 자신의 존재에 대해 스스로 생각하는 사람은 무의식의 경계에 부딪히게 되는데, 그것은 실로 그가 알아야 할 가장 필요한 것을 정확히 포함하고 있기도 하다.(분석심리학 논문집-챕터14의 머리말 ,취리히 1917,칼 융)

## 콘텐츠
| COLLECTED PAPERS ON ANALYTICAL PSYCHOLOGY Chapter 1-On the Psychology and Pathology of so-called Occult Phenomena Chapter 2-The Association Method Chapter 3-The Significance of the Father in the Destiny of the Individual Chapter 4-A Contribution to the Psychology of Rumour Chapter 5-On the Significance of Number-Dreams Chapter 6-A Criticism of Bleuler's "Theory of Schizophrenic Negativism Chapter 7-Psychoanalysis Chapter 8-On Psychoanalysis Chapter 9-On Some Crucial Points in Psychoanalysis Chapter 10-On the Importance of the Unconscious in Psychopathology Chapter 11-A Contribution to the Study of Psychological Types Chapter 12-The Psychology of Dreams Chapter 13-The Content of the Psychoses Chapter 14-The Psychology of the Unconscious Processes Chapter 15-The Concept of the Unconscious | 분석심리학 논문집 제1장 소위 초자연현상의 심리학 및 병리학에 관하여 제2장 연상법 제3장 개인의 운명에 있어서 아버지의 의미 제4장 루머의 심리학에 대한 공헌 제5장 숫자-꿈의 의미에 관하여 제6장 오이겐 블로일러의 '조현병 부정주의 이론'에 대한 비판 제7장 정신분석 제8장 정신분석에관하여 제9장 정신분석의 몇 가지 중요한 점에 대하여 제10장 정신병리학에서 무의식의 중요성에 관하여 제11장 심리유형 연구에 대한 기여 제12장 꿈의 심리학 제13장 정신병의 내용 제14장 무의식 과정의 심리학 제15장 무의식의 개념 |

## 같이 보기
- 칼 융의 작품집